# Waipara (Neuseeland)
Waipara ist ein Dorf im Hurunui District der Region Canterbury auf der Südinsel von Neuseeland.

## Geographie
Das Dorf befindet sich rund 12 km nordnordöstlich von Amberley und rund 54 km nordnordöstlich von Christchurch in der Ebene des Waipara River. Culverden befindet sich rund 32 km nördlich und Cheviot rund 50 km nordöstlich.

## Bevölkerung
Zum Zensus des Jahres 2013 zählte der Ort 267 Einwohner.

## Wirtschaft
Das Gebiet um Waipara ist ein Weinbaugebiet. Vorwiegend werden Pinot noir, Riesling und Chardonnay angebaut. Waipara hat die höchsten Sommertemperaturen und den geringsten Niederschlag aller neuseeländischen Weinbaugebiete.

## Infrastruktur

### Straßenverkehr
Durch das Dorf führt der New Zealand State Highway 1 und etwas südlich des Dorfes zweigt von ihm der New Zealand State Highway 7 nach Norden ab.

### Schienenverkehr
Waipara liegt an der Bahnstrecke Christchurch–Picton. Sie verbindet den Ort mit Christchurch und den südlichen Landesteilen entlang der Ostküste sowie dem nördlichen Teil der Südinsel, wo in Picton ein Trajekt (Interislander Ferry) zur Nordinsel anschließt. Der TranzCoastal hält im Bahnhof der Stadt allerdings nicht mehr. Auf der hier abzweigenden Bahnstrecke Waipara–Waiau (Waiau Branch) wurde der öffentliche Eisenbahnverkehr 1978 aufgegeben. Die Strecke gehört heute der Weka Pass Railway, die sie bis Waikari wieder in Stand setzte und touristischen Verkehr anbietet.

### Bildungswesen
Die Siedlung verfügt mit der Waipara School über eine Grundschule mit den Jahrgangsstufen 1 bis 8. Im Jahr 2013 besuchten 40 Schüler die Schule.

## Sehenswürdigkeiten

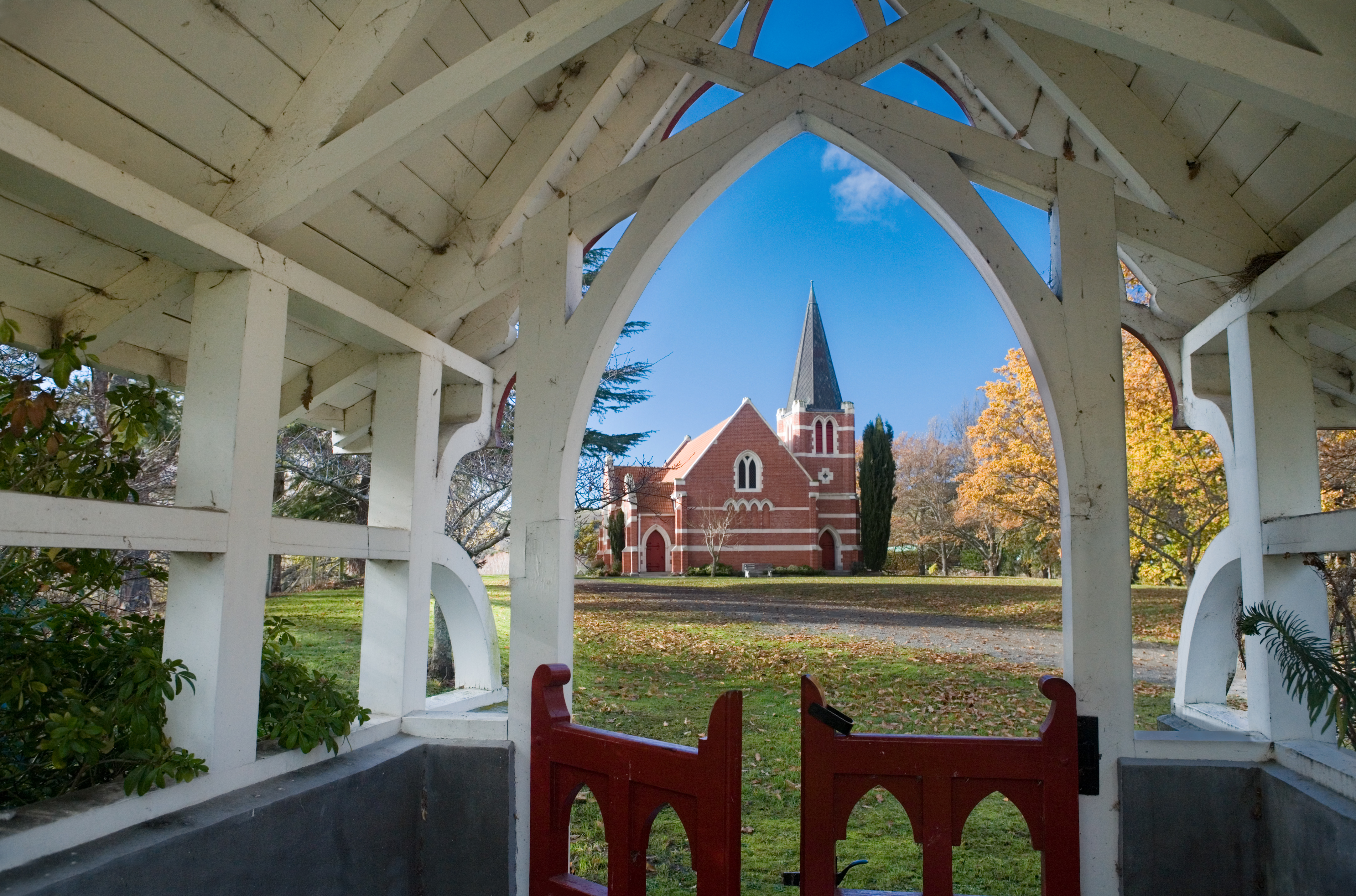
Kirche in Glenmark

- Südlich des Dorfes befindet sich die Farm Glenmark. Die Ruinen des Wohnhauses, der Stall, das Haus des Verwalters und ein weiteres Gebäude sind vom New Zealand Historic Places Trust anerkannte Baudenkmale.[5]
- Die St. Pauls Anglican Church ist eine anglikanische Kirche im Norden des Dorfes, die als im Gedenken an den Schafzüchter George Henry Moore errichtet wurde.[6]
- Julius von Haast entdeckte 1867 in der Nähe von Waipara Moaknochen. Bei der Brücke von Waipara wurden 1939 wurden aus einem Sumpf fünf gut erhaltene Skelette des ausgestorbenen Vogels geborgen.[6]